# Epitonium harimaense
Epitonium harimaense is een slakkensoort uit de familie van de Epitoniidae. De wetenschappelijke naam van de soort is voor het eerst geldig gepubliceerd in 1924 door Makiyama.